# María de Lusignan (reina de Armenia)
María de Lusignan (Chipre, 1293-Cilicia, 10 de octubre de 1309), fue una princesa real de Chipre y reina consorte de Armenia por su matrimonio con el rey León III de Armenia. Hermana de Juan de Lusignan, regente de Armenia y tía del rey León V de Armenia, aunque este sobrino nació mucho después de su muerte. Es miembro de la rama armenia de la casa Lusignan.

## Biografía
La familia Lusignan, de origen francés, procedía de la rama armenia de la dinastía gobernante en Chipre. Su padre, Amalarico de Lusignan (1270-1310), fue el príncipe real de Chipre, señor de Tiro, gobernador de Chipre. Su madre, Isabel Szaven-Pahlavuni, fue la princesa real armenia (1276-1323), hija del rey León II de Armenia (1236-1289).
María de Lusignan a la edad de 12 años, en 1305, se casó con su primo-hermano León III de Armenia (1289-1307). Fueron coronados reyes de Armenia el 30 de julio de 1306. Sin embargo, al año siguiente, a pesar de la alianza y la amistad entre Mongolia y Armenia, su esposo fue asesinado por el general mongol Bilarghu en Anazarbe, con su séquito y tío regente, el antiguo rey Hetum II de Armenia (1266-1307) el 7 de noviembre de 1307. Fue precisamente debido a la alianza mongol-armenia que los mongoles no pudieron quedar impunes, por lo que el general mongol fue posteriormente ejecutado a instancias de los persas. La pequeña reina que quedó viuda luego regresó a su tierra natal chipriota y luego regresó a Armenia en 1309, pero esta es la última mención de ella, por lo que probablemente murió poco después, en la vida de sus padres, y no entendió la trágica muerte de sus padres.
- Datos: Q1159955